# Bahr
Bahr is een gehucht en van oorsprong een bannerij, in de huidige gemeente Zevenaar, in de Nederlandse provincie Gelderland. Bahr is eeuwenlang de residentie geweest van de heren Van Baer, ook wel Baar, Bare of Bahr gespeld.
Tot 1 januari 2005 hoorde Bahr bij de voormalige gemeente Angerlo.

## Mogelijke oorsprong
De bannerij van Baer, ligt ten oosten van de IJssel in de Liemers. De eerste adellijke heren van Baer noemen zich oorspronkelijk Van Rheden. Ook de heren van Heerde (Heerdt, Herde) en van Lathum (Latem, Lathem) zijn nauw verwant aan deze familie.
In het aloude rijmpje over de bannerheren figureren de heren van Baer als oudste geslacht. De namen Frederik en Gerard die veelvuldig in de familie voorkomen doen denken aan afstamming van Gerhard (III) "Mosellanus" en zijn Luxemburgse vrouw. Misschien dat daarom de meeste heren van Baer "Frederik" heten. Het verklaart hun oude afkomst, maar zeker is dit allerminst en bewijzen voor deze theorie zijn er niet.
Het geslacht Van Baer stamt af van het geslacht Van Rheden. Het Bahrse gebied behoorde in de 12e en 13e eeuw dan ook tot het kerspel Rheden en omvatte een groot deel van de oostrand van de Veluwe, inclusief Velp, Westervoort, Driel en Oosterbeek. Akten uit 1342 vertellen dat de heerschappij over Velp, Oosterbeek en Driel zijn verkocht aan hertog Reinoud II van Gelre, waardoor van de heerschappij van het geslacht Van Baar niets anders is overgebleven dan het gebied van Bahr en Lathum. In 1544 wordt Bahr (Baar) omschreven als een 'huyssinge' ende hofstadt (erf), gelegen aan de 'Ysselle' (IJssel).
Ten noorden van het gehucht lag het Kasteel Baer. Dit kasteel is in 1495 verwoest.
Stad: Zevenaar      Dorpen: Aerdt · Angerlo · Babberich · Giesbeek · Herwen · Lathum · Lobith · Oud-Zevenaar · Pannerden · Spijk · Tolkamer

Buurtschappen: Aerdenburg · Bahr · Bevermeer · Bingerden · Geitenwaard · Holthuizen · Kijfwaard · Kwartier · Ooy · Oud-Dijk (deels) · Tuindorp · Veldhuizen · Zweekhorst

Voormalige gemeenten: Angerlo · Rijnwaarden

Gelderland: Steden en dorpen in Gelderland      Nederland: Provincies · Gemeenten